# 조도로브스키즈 듄
조도로브스키즈 듄(Jodorowsky's Dune)은 미국에서 제작된 프랭크 파비치 감독의 2013년 다큐멘터리, SF 영화이다. 알레한드로 조도로프스키 등이 주연으로 출연하였다.

## 출연

### 주연
- 알레한드로 조도로프스키
- 미쉘 세이두

## 제작진
- 음향: 제시 플라워 암브로치